# حكومة هامبورغ

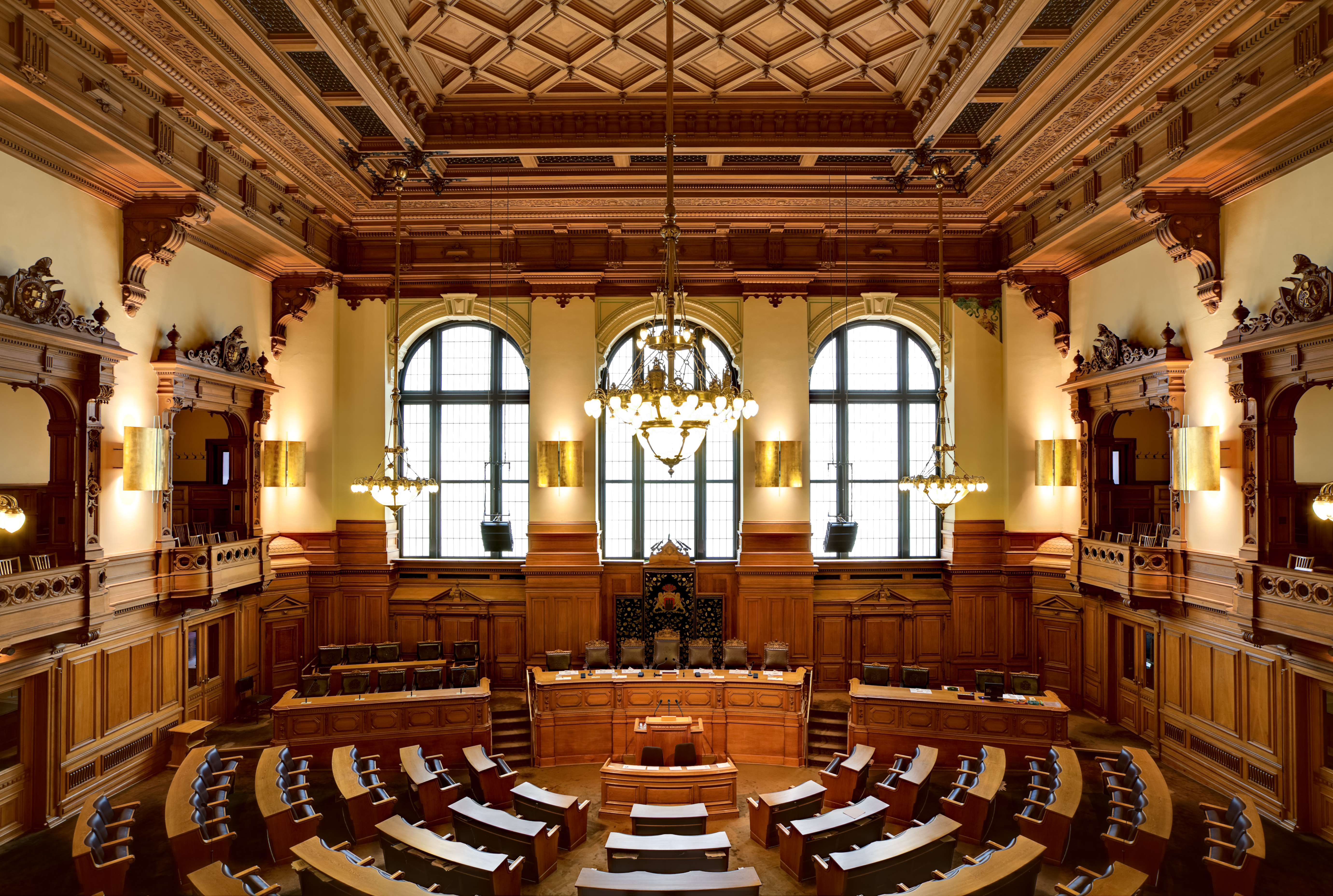

حكومة هامبورغ تنقسم إلى السلطات التنفيذية والتشريعية والقضائية. تأسست المدينة الحرة ومدينة الهانزا هامبورغ سنة 811 تحت اسم هامابورغ ومنذ القرن 12 وعبورا بالقرون الوسطى تطورت المدينة وأصبحت هامبورغ من الأعضاء الأوائل لأقوى اتحاد تجارى وهو ما يعرف باتحاد الهانزا [6]. في عام 1321 أصبحت هامبورغ عضواً في اتحاد الهانزا وفي عام 1618 أصبحت إحدى مدن الامبراطورية الألمانية الحرة. في عام 1815 ضمن مؤتمر فيينا حق سيادة هامبورغ ضمن الاتحاد الألماني. أعيدت تسمية المدينة إلى «مدينة هامبورغ الهانزية الحرة» عام 1819. دخلت هامبورغ الاتحاد الألماني الشمالي عام 1867.
نظرًا لخصوصية أن هامبورغ مدينة مستقلة (أي مدينة لها مجلس شيوخ) وبلدية في ألمانيا، فإن الحكومة تتعامل مع العديد من التفاصيل حول سياسة الولاية وسياسة مجتمع. وهو يحدث في رتبتين - إدارة على مستوى المدينة والإدارة العامة (مجلس الشيوخ في هامبورغ). رئيس حكومة المدينة هو العمدة ورئيس مجلس الشيوخ. يطلق على الوزارة اسم Behörde (مكتب) ويكون وزير الولاية عضو في مجلس الشيوخ في هامبورج. الهيئة التشريعية هي برلمان الولاية، ويدعى هامبورجش بوردرشافت أي برلمان هامبورغ، وتتألف السلطة القضائي من المحكمة العليا في الولاية والمحاكم الأخرى. مقر الحكومة هو هامبورغ راتهاوس. رئيس برلمان هامبورغ هو أعلى مسؤول رسمي في مدينة هامبورغ الحرة والهانزية. يكون الاختلاف بين هامبروغ والولايات الألمانية الأخرى تاريخي، بحيث لا يسمح للرئيس بممارسة أي أمتلاك للسلطة التنفيذية وتكون هذه السلطة بيد حكومة هامبورغ ولا تملك أي ولاية ألمانية أخرى هذا الحق مثل هامبورغ.

## النظام السياسي
هناك فصل واضح بين السلطات.

### السلطة التشريعية
تُمنح سلطة إنشاء القوانين وتعديلها والتصديق عليها إلى البرلمان.
البرلمان مسؤول - من بين أمور أخرى - عن القانون، يتكون البرلمان من غرفة واحدة ويتم انتخاب 121 نائبًا في انتخابات عامة ومباشرة وحرة ومتساوية وسرية كل أربع سنوات.

### السلطة التنفيذية
السلطة التنفيذية هي مجلس شيوخ هامبورغ أو مجلس الوزراء. الغرض منه هو تطبيق القوانين. مجلس الشيوخ هو المسؤول عن الإدارة اليومية. يمثل مجلس الشيوخ هامبورغ أمام الحكومة الفيدرالية والولايات و الدول الأخرى.

### السلطة القضائية
تفسير القانون (القضاء) من مهام المحكمة الدستورية لهامبورغ و17 محكمة أخرى في هامبورغ.
للمحكمة العليا رئيس و 8 قضاة. ينتخب برلمان المدينة القضاة لمدة 6 سنوات ولا يمكن إعادة انتخابهم إلا مرة واحدة. يعتمد جدول المسؤوليات على دستور هامبورغ (المادة 65) وقانون المحكمة الدستورية في هامبورغ (المادة 14).
يتم تعيين القضاة المحترفين في المحاكم الأخرى من قبل مجلس الشيوخ بناءً على ترشيح من لجنة

## الوزارات
في عام 2011 كان هناك تسعة أعضاء في مجلس الشيوخ يشغلون مناصب وزارية ورئيس الدولة.
مستشارية الدولة
تقوم مستشارية الدولة بتنسيق مجلس الشيوخ وتدعم رئيس البلدية.

### وزارة المدارس والتدريب المهني
هي المسؤولة عن النظام المدرسي في هامبورغ.

### وزارة الداخلية
من بين أمور أخرى، هي السلطة الإشرافية لوكالات إنفاذ القانون في هامبورغ وفرقة الإطفاء للسيطرة على الكوارث ومكاتب تسجيل السكان ومكتب انتخابات الولاية.

### وزارة العدل
هي المسؤولة عن المؤسسات الإصلاحية والمحاكم ومراجعة القوانين.

### وزارة الثقافة والرياضة والإعلام
في 7 مايو 2008 ، تم تغيير وزارة الثقافة السابقة إلى وزارة الثقافة والرياضة والإعلام.

## تطبيق القانون
نظرًا لأن تطبيق القانون وواجبات الشرطة تقع جزئيًا على عاتق الولايات الألمانية فإن هامبورغ لديها قوة شرطة خاصة بها.
تتولى وزارة الداخلية الإشراف القانوني والفني على أجهزة إنفاذ القانون.

## الانتخابات
تُجرى انتخابات برلمان ولاية هامبورغ كل أربع سنوات.

### الأحزاب السياسية
الأحزاب السياسية الرئيسية في هامبورغ هي الاتحاد الديمقراطي المسيحي والحزب الاشتراكي الديمقراطي والتحالف 90 / الخضر واليسار.

## التكريم والجوائز

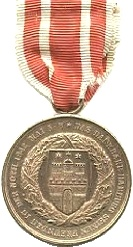
ميدالية هامبورغ للمساعدة خلال الحريق الكبير في الفترة من 5 إلى 8 مايو 1842.

أعلى وسام تمنحه مدينة هامبورغ الحرة والهانزية هو الجنسية الفخرية. يعطى من قبل مجلس الشيوخ إذا وافق البرلمان على اقتراح مجلس الشيوخ.
يتكون الكتاب الذهبي من توقيعات ضيوف هامبورغ الكرام. الكتاب نفسه عبارة عن صندوق به أوراق غير ثابتة؛ فهو مطوي بالجلد الذهبي وكان هدية من عائلة العمدة كارل فريدريش بيترسن (1809 - 1892). في عام 1937 وقع الزعيم الألماني أدولف هتلر على الكتاب قبل إلقاء خطاب عام في هامبورغ. خلال عملية نزع النازية تمت إزالة صحيفة هتلر، مثل تلك الخاصة بالنازيين الآخرين من الكتاب. التوقيع الوحيد المتبقي هو من جوزيف جوبلز، لأنه كتب على نفس الورقة التي كتب بها الرئيس الألماني السابق بول فون هيندنبورغ. وقع الدالاي لاما الكتاب الذهبي خلال زيارته الخامسة لهامبورغ في فبراير 2007.

## الأوسمة
لم يُسمح لمواطني هامبورغ بتلقي الأوسمة، فقط الميداليات. تم استحداث هذا القانون لأول مرة لأعضاء مجلس الشيوخ وقضاة هامبورغ وبعد ذلك تم تمديد القانون لجميع المواطنين من قبل مجلس شيوخ هامبورغ. نشأ القانون من قانون مدينة هامبورغ للقرن الثالث عشر. حتى هلموت شميت - السناتور السابق للداخلية في هامبورغ والمستشار الألماني - رفض عدة مرات الحصول على وسام الاستحقاق الفيدرالي مشيرًا إلى أنه كان عضوًا في مجلس الشيوخ عن هامبورغ ووفقًا للتقاليد الهانزية لا يُسمح له بارتداء الأوسمة.
في عام 1843 مُنحت ميدالية هامبورغ للحريق للمتطوعين الذين جاءوا للمساعدة خلال الحريق الذي امتد من 5 مايو حتى 8 مايو 1842. في المجموع تم منح 4858 ميدالية من هامبورغ الممتنة لأصدقائها.
خلال الحرب العالمية الأولى (1914 - 1918) كان الصليب الهانزي زخرفة للمدن الهانزية الثلاث في بريمن وهامبورغ ولوبيك التي كانت دولًا أعضاء في الإمبراطورية الألمانية. أنشأت كل مدينة - دولة نسختها الخاصة من الصليب لكن معايير التصميم والجائزة كانت متشابهة لكل منهما. كان هناك ما يقرب من 50000 جائزة من الصليب الهانزي في هامبورغ